# Anastrepha soroana
Anastrepha soroana
 es una especie de insecto díptero que Fernandez y Juan Manuel Rodríguez describieron científicamente por primera vez en el año 1998.
Esta especie pertenece al género Anastrepha de la familia Tephritidae.